# Damiano Cunego
Damiano Cunego (nacido el 19 de septiembre de 1981 en Cerro Veronese, Verona) es un ciclista italiano, profesional desde 2002 hasta junio de 2018, siendo su último equipo el Nippo-Vini Fantini-Europa Ovini, por el que fichó después de estar doce temporadas en el equipo Lampre. Su especialidad eran las etapas de alta montaña y las clásicas.

## Biografía

### Primeros años
Debutó como profesional en el año 2002, donde no destacó en exceso debido a su juventud. A pesar de eso consiguió imponerse en dos clásicas de poco nivel italianas, el Giro d'Oro y el Giro del Medio Brenta.
Al año siguiente siguió progresando y debutó en el Giro de Italia, quedando en el puesto 34º después de trabajar para Gilberto Simoni. Ese mismo año logró imponerse en la Vuelta al Lago Qinghai y una etapa.

### Explosión y polémicas
La temporada 2004 significó la explosión ciclista de Cunego. En la primavera de ese año consiguió algunas victorias menores y el Giro del Trentino, donde se impuso en dos etapas. Además fue 6.º en la Klasika Primavera, donde atacó junto a su líder de equipo, Gilberto Simoni y estuvo junto a los mejores en la Vuelta al País Vasco.
Y así llegó el Giro de Italia donde dio una auténtica demostración de poderío, ganando cuatro etapas (especial mención a la 16.ª etapa, donde atacó a 60 km de meta) y la general final por delante de Serguei Gontchar y Gilberto Simoni. Un triunfo con polémica, ya que a su compañero de equipo Gilberto Simoni no le sentó bien el éxito de su compañero y le acusó de ser un ignorante y un bastardo.
Después del Giro se tomó un descanso para preparar el Mundial de Ruta que se corría en su casa, Verona. Para prepararlo decidió correr la Vuelta a España, donde no se le vio demasiado, quedando en 16.º lugar. Así se presentó en el Mundial donde tuvo que recoger el papel de líder junto a Ivan Basso debido a la lesión de Paolo Bettini. Basso y Cunego aceleraron en la última ascensión a Torricele junto a Óscar Freire, Alejandro Valverde, Michael Boogerd y Stuart O'Grady pero fueron atrapados por un gran grupo donde se impuso Óscar Freire. Cunego fue 9.º en el esprint final. Semanas más tarde se impuso en el Giro de Lombardía, donde se impuso a Michael Boogerd y a Ivan Basso.
Al final del año se impuso en el Ranking UCI por delante de su compatriota Paolo Bettini, al que aventajo por solo 6 puntos. También quedó 2.º en la Bicicleta de Oro por detrás de Lance Armstrong.

### Paso atrás

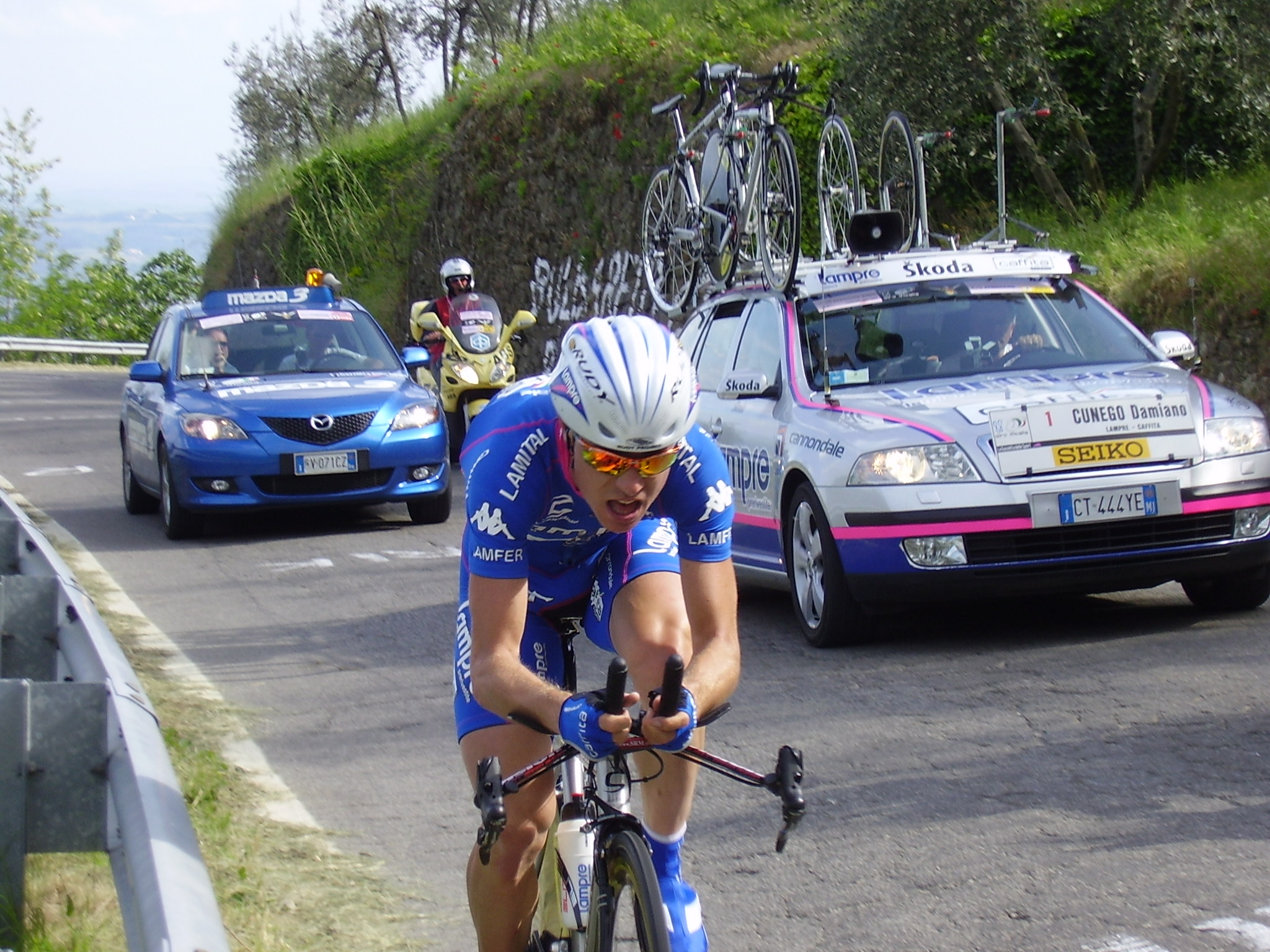
Cunego en una contrarreloj del Giro de Italia 2005.

En 2005 tenía que ser el año año de su confirmación, en el cual Cunego quería revalidar su triunfo en el Giro de Italia y debutar en el Tour de Francia.
Empezó la temporada más tranquilo que la anterior. Sus mejores resultados fueron el 2.º puesto en el Tour de Romandía donde se impuso en una etapa, el 2.º puesto en la Klasika Primavera, 3.º en la Vuelta a Murcia, 3.º en la Settimana Coppi e Bartali y el 7.º puesto en la Vuelta al País Vasco 2005.
Y así llegó al Giro de Italia como máximo favorito, donde no encontró el golpe de pedal del año anterior, quedando eliminado de la lucha por el triunfo en la primera etapa de los Dolomitas. Al final quedó en un pobre 18.º puesto. En el resto del año consiguió algún triunfo como la Japan Cup.
En 2006 lo enfocó de nuevo al Giro de Italia y a conocer el Tour de Francia que no pudo correr el año anterior.
Pero antes de esto se impuso en la Settimana Coppi e Bartali, el Giro d´Oro y el Giro del Trentino además de quedar 3.º en Lieja-Bastoña-Lieja por detrás de Alejandro Valverde y de Paolo Bettini. En el Giro de Italia acabó en 4.º lugar muy lejos del vencedor Ivan Basso.
En el Tour de Francia no fue regular pero fue segundo en la etapa de Alpe d'Huez por detrás de Fränk Schleck y se impuso en el maillot blanco de mejor joven por delante de Markus Fothen. Quedó 11.º en la clasificación final.
Después del Tour fue 2.º por detrás de su compañero Giuliano Figueras en el Giro de Lazio, una de las últimas carrera que disputó ese año.
El año 2007 se presentaba crucial para su carrera y apostó por el Giro de Italia, renunciando al Tour. Al Giro se presentó como uno de los grandes candidatos después de imponerse por 3.ª vez en el Giro del Trentino y de ser 4.º en la Vuelta al País Vasco. Pero no pudo cumplir los pronósticos y fue 5.º, lejos del pódium.
Más tarde renunció al Tour de Francia para preparar el Mundial. Por ello disputó la Vuelta a España donde una caída en la 1.ª etapa lo limitó mucho, pudiendo solo brillar en la 13.ª etapa. Antes de esto se impuso una etapa en la Vuelta a Alemania por delante de Davide Rebellin y David López.
En el Mundial se presentaba como escudero de lujo del líder del equipo azzurro, Paolo Bettini. En la prueba, fue uno de los corredores más activos, metiéndose en varios cortes pero no pudo estar junto a su líder en los momentos decisivos de la carrera.
Semanas más tarde ganó el G.P. Bruno Beghelli como antesala de su victoria en el Giro de Lombardía por 2.ª vez en su carrera al dar una auténtica exhibición e imponerse en el mano a mano a Riccardo Riccò.

### 2008, gran año
Después del gran final de año anterior, Cunego fijó sus miras en las clásicas de primavera, el Tour de Francia y el Mundial de Ruta de Varese.
Debido a ello, empezó la temporada más tranquila de lo habitual, diputando París-Niza sin luchar por la victoria final. Más tarde disputó la Vuelta al País Vasco donde quedó 4.º, después de imponerse en Orio por delante de Alberto Contador. A continuación corrió la Klasika Primavera donde aparecía como el gran favorito junto a Alejandro Valverde, al que se impuso por escasos centímetros.
Y así llegó a su primer gran objetivo del año, las clásicas de las Ardenas. En la primera de ella, la Amstel Gold Race, consiguió la victoria al imponerse a Fränk Schleck en los metros finales del Cauberg. Tres días después consiguió ser 3.º en la Flecha Valona por detrás de Kim Kirchen y Cadel Evans. Después de todos estos resultados era el gran favorito para la Lieja-Bastogne-Lieja pero no tuvo un buen día al sufrir calambres y se clasificó en el 30.º puesto, lejos de la cabeza de carrera.
Después de una primavera muy ajetreada, descanso regresando en la Vuelta a Suiza, donde consiguió un gran 4.º puesto, rondando alguna victoria parcial y el 2.º puesto en Memorial Marco Pantani.
Y se presentó en el Tour de Francia como uno de los grandes favoritos para el podio o incluso el triunfo final pero no consiguió su objetivo al no encontrar su mejor forma y a la gran cantidad de caídas que sufrió, lo que provocó su retirada en la 18.ª etapa cuando estaba lejos de la cabeza de carrera en la clasificación general.
Como preparación para su último objetivo del año, decidió participar en la Vuelta a España donde no brilló demasiado y acabó retirándose a mitad de la prueba. Y así llegó el Mundial y sorprendió a los favoritos junto a Davide Rebellin y Alessandro Ballan al incrustarse en la fuga final para acabar en 2.º lugar por detrás de su compatriota Ballan. Semanas más tarde dio una auténtica exhibición en el último monumento del año, el Giro de Lombardía al llegar en solitario a meta para proclamarse tricampeón de la prueba para delirio de los aficionados transalpinos.
Como colofón a su gran año, se impuso en la Japan Cup al batir a Giovanni Visconti e Ivan Basso.
Acabó segundo en la clasificación UCI ProTour por detrás de Alejandro Valverde, llegando a liderarla en algunas pruebas.

### Años de sinsabores
En 2009, Cunego, se marcó como objetivo el Giro de Italia del centenario y el Mundial de Ruta que se disputaba en Mendrisio.
Así empezó el año intentando buscar un buen estado de forma para las clásicas de primavera. Se impuso en la Settimana Coppi e Bartali y dos etapas manteniendo un gran duelo con Cadel Evans. A continuación, disputó la Vuelta al País Vasco donde se clasificó en una meritoria 5.ª plaza, a casi 2 minutos de Alberto Contador. Después corrió la Klasika Primavera donde atacó en la ascensión final pero fue atrapado por el grupo de favoritos, donde solo pudo ser 6.º.
Y así llegaron las clásicas de las Ardenas donde Cunego aparecía como uno de los grandes favoritos. En Amstel Gold Race no pudo revalidar su triunfo, quedando en 5.º lugar. En la Flecha Valona consiguió un meritorio 3.er puesto por detrás de Davide Rebellin y Andy Schleck, mientras que en la Lieja-Bastogne-Lieja, un ataque lejano de Andy impidió que luchara por la victoria, siendo 7.º.

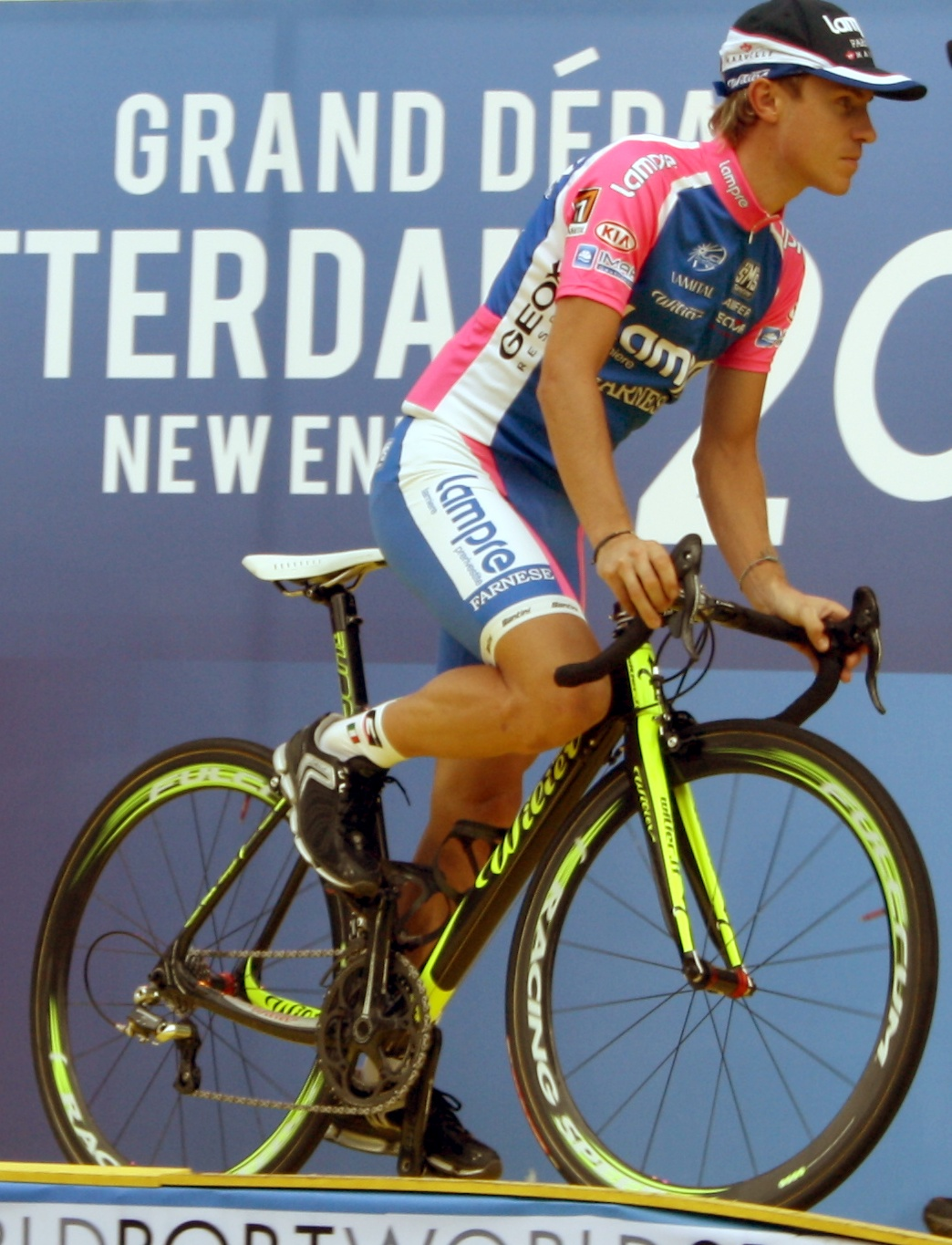
Cunego en la presentación del Tour de Francia 2010

Y llegó el Giro del Centenario, donde había una grandísima participación con Lance Armstrong, Ivan Basso, Denís Menchov, Danilo di Luca, Carlos Sastre, Stefano Garzelli, Gilberto Simoni, Marzio Bruseghin o Franco Pellizotti entre u otros. Pronto se vio que Cunego no andaba y buscó algún parcial sin demasiada suerte. Finalizó en el puesto 19.º.

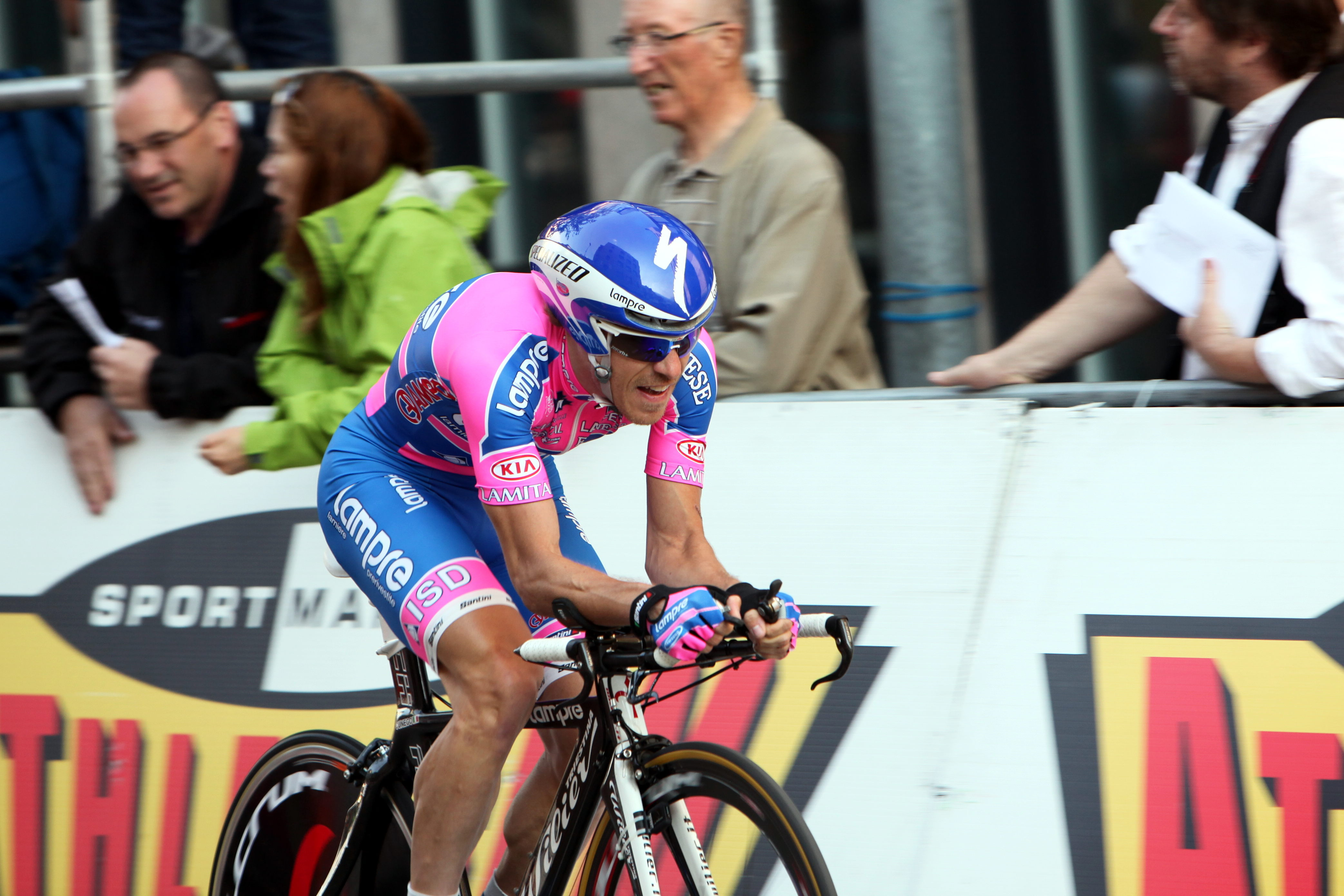
Damiano Cunego en el prólogo del Tour de Romandía 2011

El resto de la temporada estuvo marcada por los altibajos, donde sobresalieron el 2.º puesto en el Campeonato de Italia de Ciclismo en Ruta superado por Filippo Pozzato al sprint, el doblete en la Vuelta a España donde demostró un gran poderío en la montaña o la Vuelta a Suiza donde terminó 6.º después de rondar alguna victoria de etapa, mientras que se puede decir que fracaso en el Mundial de Ruta donde partía como favorito unánime después de sus exhibiciones en la Vuelta a España y solo pudo ser 8.º.
2010 es hasta la fecha, el peor año de su carrera, sin victorias ni grandes actuaciones. Sus mejores resultados fueron el 5.º puesto en Flecha Valona, 6.º en Amstel Gold Race, 10.º en el Gran Premio de Quebec o 11.º en un Giro de Italia donde una fuga intrascendente le aparto de los primeros puestos. También disputó el Tour de Francia donde no brillo demasiado, escapándose en alguna etapa montañosa sin demasiada suerte.
Y llegó 2011 donde Cunego tenía la intención de volver a recuperar su nivel después de una mala temporada. Y empezó fuerte, ganando una etapa y ser 3.º en el Giro de Cerdeña. A continuación se clasificó 3.º también en la Montepaschi Eroica por detrás de Philippe Gilbert y Alessandro Ballan. Más tarde disputó Tirreno-Adriático donde demostró ser de los más fuertes de la carrera, pero no fue capaz de rematar ninguna etapa y trabajó para Michele Scarponi. Fue 8.º final. Semanas más tarde se impuso en el Giro de los Apeninos pero algo iba mal, ya que sufrió una infección de oído, lo que impidió que pudiese destacar en las clásicas de las Ardenas. Semanas más tarde consiguió una victoria parcial en el Tour de Romandía al imponerse en un duro repecho a un grupo liderado por Cadel Evans y Aleksandr Vinokúrov. Después de esto renunció al Giro de Italia para preparar el Tour de Francia.
Regresó a la competición en la Vuelta a Suiza donde demostrar llegar en un gran momento. Fue 2.º en la primera etapa en línea, 2.º en la segunda etapa después de atacar en solitario y coronar el primero, pero fue atrapado en el descenso por Peter Sagan, que le acabó superando en la meta. Gracias a ello comenzó a liderar la clasificación general de la prueba. En la sexta etapa, Cunego volvió a demostrar su gran estado de forma, quedando 3.º en la cima por detrás de Steven Kruijswijk y Levi Leipheimer. Así se llegó a la crono final a la que Cunego se presentaba con 1 minuto y 59 segundos sobre Leipheimer, su gran rival, que le acabaría sobrepasando en la General Final por solo 4 segundos.
Y empezó el Tour de Francia donde nadie apostaba por Cunego por un buen lugar en la clasificación general, pero aunque no brilló, demostró una buena regularidad que le llevó al 6.º lugar.
En lo que restaba de 2011, no volvió a brillar debido a un problema de cálculos renales.
2012 fue un año bastante malo para él, su mejor resultado fue en el Giro de Italia 2012 con una 6.ª posición. Su única victoria fue en el Giro del Trentino, donde ganó una etapa.
El año 2013 fue su peor año, solo consiguió una victoria, y en el Tour quedó 55.º.
En junio de 2018 se retiró de la competición.
En octubre de 2020, durante la edición postergada por la crisis del Covid-19 del Giro de Italia, se desempeñó como comentarista junto a los también exciclistas Marco Saligari, Andrea de Luca, Gianni Bugno y el escritor Fabio Genovesi en la cobertura de la RAI.

## Palmarés
| 2002 - Giro d'Oro - Giro del Medio Brenta 2003 - Vuelta al Lago Qinghai, más 1 etapa 2004 - Giro del Trentino, más 2 etapas - Gran Premio Industria y Artigianato-Larciano - Giro de Italia , más 4 etapas - Giro de los Apeninos - G. P. Fred Mengoni - Due Giorni Marchigiana (ver nota) - Gran Premio Nobili Rubinetterie - Giro de Lombardía - Ranking UCI 2005 - 1 etapa del Tour de Romandía - Gran Premio Nobili Rubinetterie - Trofeo Melinda - Japan Cup 2006 - Settimana Coppi e Bartali, más 1 etapa - Giro d'Oro - Giro del Trentino, más 1 etapa - Gran Premio Industria y Artigianato-Larciano - Clasificación de los jóvenes del Tour de Francia 2007 - Giro del Trentino, más 2 etapas - 1 etapa de la Vuelta a Alemania - Gran Premio Bruno Beghelli - Giro de Lombardía | 2008 - 1 etapa de la Vuelta al País Vasco - Klasika Primavera - Amstel Gold Race - 2.º en el Campeonato Mundial en Ruta - Giro de Lombardía - Japan Cup - 2.º en el UCI ProTour 2009 - Settimana Coppi e Bartali, más 2 etapas - 2.º en el Campeonato de Italia en Ruta - 2 etapas de la Vuelta a España 2011 - 1 etapa del Giro de Cerdeña - Giro de los Apeninos - 1 etapa del Tour de Romandía 2012 - 1 etapa del Giro del Trentino 2013 - 1 etapa de la Settimana Coppi e Bartali 2017 - 1 etapa de la Vuelta al Lago Qinghai |

## Resultados

### Grandes Vueltas
| Carrera | Carrera         | 2002 | 2003 | 2004 | 2005 | 2006 | 2007 | 2008 | 2009 | 2010 | 2011 | 2012 | 2013 | 2014 | 2015 | 2016 | 2017 | 2018 |
| ------- | --------------- | ---- | ---- | ---- | ---- | ---- | ---- | ---- | ---- | ---- | ---- | ---- | ---- | ---- | ---- | ---- | ---- | ---- |
|         | Giro de Italia  | —    | 33.º | 1.º  | 18.º | 4.º  | 5.º  | —    | 15.º | 11.º | —    | 6.º  | —    | 19.º | Ab.  | 44.º | —    | —    |
|         | Tour de Francia | —    | —    | —    | —    | 11.º | —    | Ab.  | —    | 29.º | 6.º  | —    | 55.º | —    | —    | —    | —    | —    |
|         | Vuelta a España | —    | —    | 16.º | —    | —    | Ab.  | Ab.  | Ab.  | —    | —    | 33.º | —    | 76.º | —    | —    | —    | —    |

### Vueltas menores
| Carrera | Carrera                | 2002 | 2003 | 2004 | 2005 | 2006 | 2007 | 2008 | 2009 | 2010 | 2011 | 2012 | 2013 | 2014 | 2015 | 2016 | 2017 | 2018  |
| ------- | ---------------------- | ---- | ---- | ---- | ---- | ---- | ---- | ---- | ---- | ---- | ---- | ---- | ---- | ---- | ---- | ---- | ---- | ----- |
|         | París-Niza             | —    | —    | —    | —    | —    | —    | 17.º | —    | 47.º | —    | 13.º | —    | —    | —    | —    | —    | —     |
|         | Tirreno-Adriático      | —    | —    | —    | —    | —    | —    | —    | —    | —    | 8.º  | —    | 32.º | 27.º | —    | —    | —    | 117.º |
|         | Volta a Cataluña       | —    | —    | —    | —    | —    | —    | —    | —    | —    | —    | 6.º  | —    | —    | —    | —    | —    | —     |
|         | Vuelta al País Vasco   | —    | 16.º | 16.º | 9.º  | —    | 4.º  | 4.º  | 6.º  | Ab.  | Ab.  | 4.º  | 16.º | 11.º | —    | —    | —    | —     |
|         | Tour de Romandía       | 70.º | —    | —    | 2.º  | —    | —    | —    | —    | —    | 16.º | —    | 27.º | —    | —    | —    | —    | —     |
|         | Critérium del Dauphiné | —    | —    | —    | —    | —    | —    | —    | —    | —    | —    | —    | 21.º | 72.º | —    | —    | —    | —     |
|         | Vuelta a Suiza         | —    | —    | —    | —    | —    | 5.º  | 4.º  | 6.º  | —    | 2.º  | 52.º | —    | —    | —    | —    | —    | 123.º |

### Clásicas, Campeonatos y JJ. OO.
| Carrera                 | Carrera                 | 2002  | 2003 | 2004 | 2005 | 2006 | 2007 | 2008 | 2009 | 2010 | 2011 | 2012 | 2013 | 2014 | 2015 | 2016 | 2017 | 2018 |
| ----------------------- | ----------------------- | ----- | ---- | ---- | ---- | ---- | ---- | ---- | ---- | ---- | ---- | ---- | ---- | ---- | ---- | ---- | ---- | ---- |
| Strade Bianche          | Strade Bianche          | —     | —    | —    | —    | —    | —    | —    | —    | —    | 3.º  | —    | 16.º | 4.º  | 16.º | Ab.  | —    | —    |
|                         | Milan San Remo          | —     | —    | —    | —    | 61.º | —    | —    | —    | 34.º | —    | 43.º | —    | —    | —    | —    | —    | —    |
| Amstel Gold Race        | Amstel Gold Race        | —     | —    | —    | —    | —    | —    | 1.º  | 5.º  | 6.º  | 15.º | 31.º | 43.º | 50.º | 40.º | Ab.  | —    | Ab.  |
| Flecha Valona           | Flecha Valona           | 122.º | —    | —    | 14.º | —    | —    | 3.º  | 3.º  | 5.º  | 60.º | 60.º | 28.º | 69.º | —    | —    | —    | —    |
|                         | Lieja-Bastoña-Lieja     | 124.º | —    | —    | —    | 3.º  | 7.º  | 30.º | 7.º  | 19.º | 16.º | 35.º | 30.º | 13.º | —    | —    | —    | —    |
| EuroEyes Classics       | EuroEyes Classics       | —     | —    | —    | —    | —    | —    | —    | —    | —    | —    | —    | 76.º | —    | —    | —    | —    | —    |
| Clásica San Sebastián   | Clásica San Sebastián   | —     | —    | 21.º | 16.º | 93.º | 52.º | 36.º | 21.º | 24.º | 44.º | Ab.  | 73.º | —    | —    | —    | —    | —    |
| Bretagne Classic        | Bretagne Classic        | —     | —    | —    | —    | —    | —    | 36.º | —    | 60.º | 61.º | —    | 78.º | —    | —    | —    | —    | —    |
| Gran Premio de Quebec   | Gran Premio de Quebec   | X     | X    | X    | X    | X    | X    | X    | X    | 10.º | —    | —    | 53.º | —    | —    | —    | —    | —    |
| Gran Premio de Montreal | Gran Premio de Montreal | X     | X    | X    | X    | X    | X    | X    | X    | 27.º | —    | —    | 39.º | —    | —    | —    | —    | —    |
|                         | Giro de Lombardía       | —     | —    | 1.º  | 29.º | —    | 1.º  | 1.º  | 13.º | —    | 27.º | 13.º | Ab.  | —    | 23.º | 33.º | 93.º | —    |
| Mundial en Ruta         | Mundial en Ruta         | —     | —    | 9.º  | —    | —    | 50.º | 2.º  | 8.º  | —    | —    | —    | —    | —    | —    | —    | —    | —    |
| Italia en Ruta          | Italia en Ruta          | —     | —    | —    | —    | —    | —    | 12.º | 2.º  | 16.º | —    | —    | 28.º | —    | —    | Ab.  | Ab.  | Ab.  |

 —: No participa

Ab.: Abandona

X: Ediciones no celebradas

## Equipos
- Saeco (2002-2004)
- Lampre (2005-2014)
  - Lampre-Caffita (2005)
  - Lampre-Fondital (2006-2007)
  - Lampre (2008)
  - Lampre-N.G.C. (2009)
  - Lampre-Farnese Vini (2010)
  - Lampre-ISD (2011-2012)
  - Lampre-Mérida (2013-2014)
- Nippo-Vini Fantini (2015-2018[3])
  - Nippo-Vini Fantini (2015-2017)
  - Nippo-Vini Fantini-Europa Ovini (2018)

## Reconocimientos
- 2.º puesto en la Bicicleta de Oro (2004)